# Меркиты

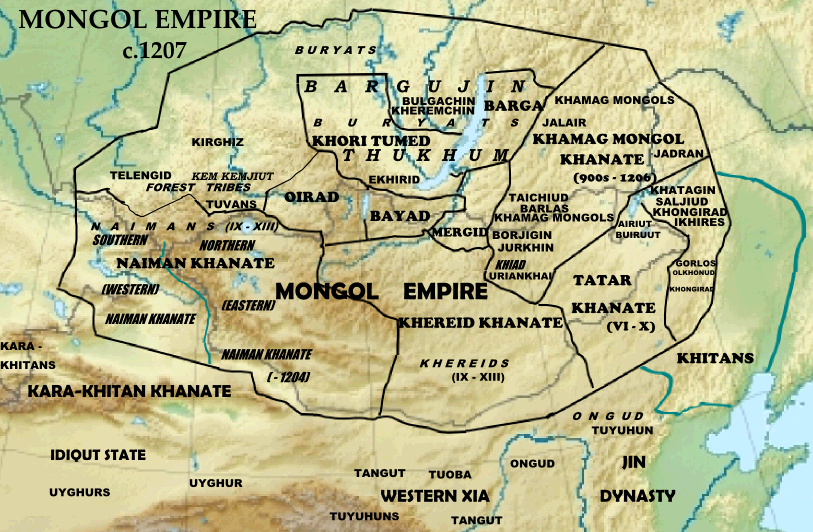
Меркиты в Забайкалье в начале XIII в.

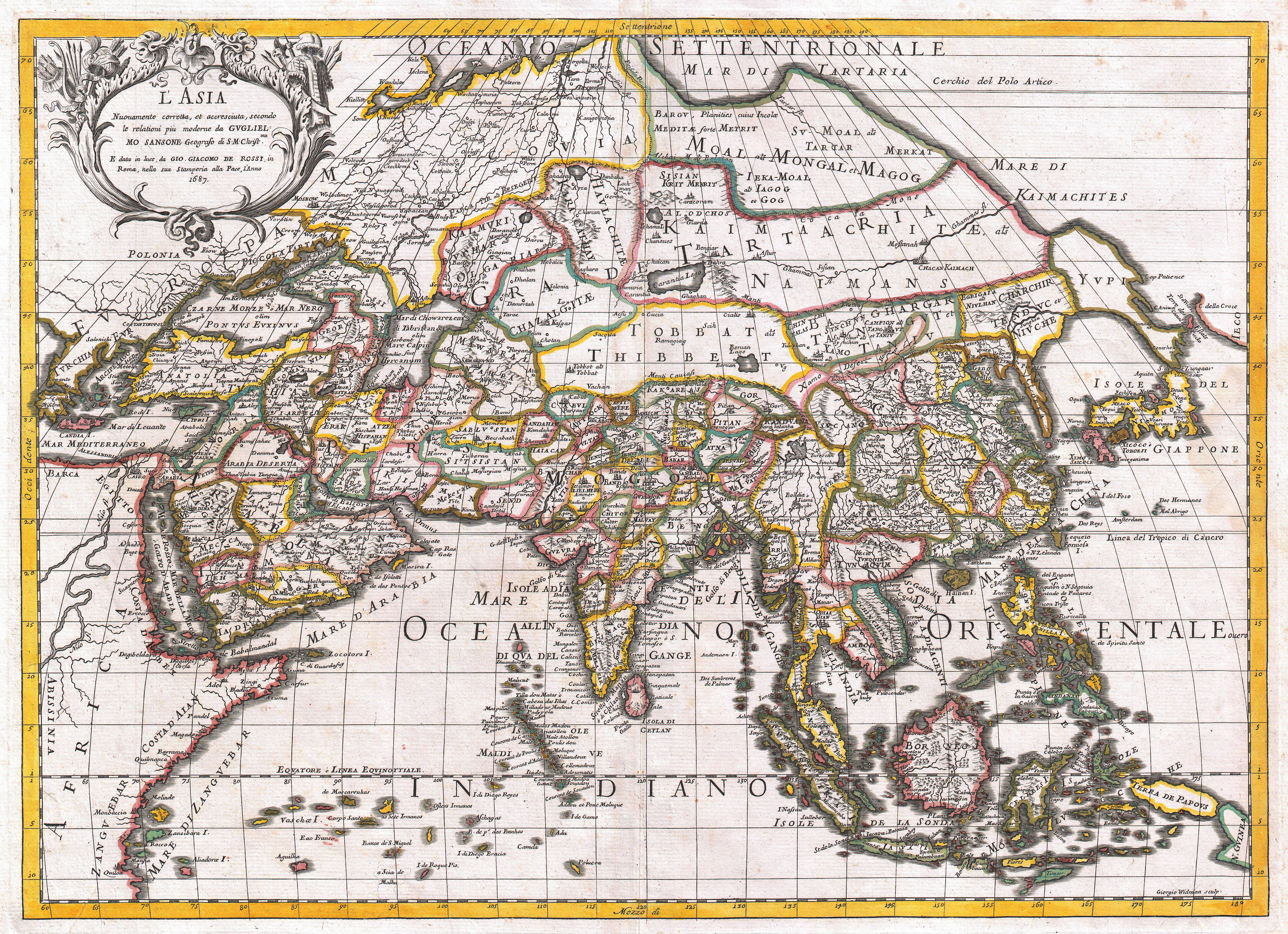
Меркиты (Merkat) на карте Джованни Джакомо Де Росси. 1687 г.

Мерки́ты (Мергеды, предпол. от монг. мэргид и бур. мэргэд — «меткие, искусные») — монгольское племя, вошедшее в империю Чингисхана в начале XIII века. Населяли юго-западное Забайкалье (юг современной Республики Бурятия России) и север современной центральной Монголии.

## Этническая принадлежность
Несмотря на то, что большинство историков придерживается традиционной версии, восходящей к Рашид-ад-Дину («меркиты — это часть монгольского племени»), выдвигались и другие версии:
- Самодийская гипотеза происхождения меркитов была высказана Л. Н. Гумилёвым, который отнёс меркитов к восточной группе южносамодийских племён[3][4]. Более аргументированно развил гипотезу В. А. Туголуков, обратив внимание на сообщение Марко Поло о наличии у «народа бекри» оленей, а также на наличие сходных с «меркитами» этнонимов у тунгусов Забайкалья[5].
- Тюркская гипотеза получила распространение в некоторых работах западной историографии[6]. Е. И. Кычанов считал, что меркиты могли быть частью енисейских кыргызов и входить в число народов и племён, населявших Кыргызский каганат[7].

В литературе принято разграничение этнонимов меркит и мекрит/мекрин/бекрин. У Плано Карпини меркит и мекрит фигурируют как два отдельных монгольских племени. Францисканцы разграничивают мекритов и меркитов не только терминологически, но и территориально.

## История

### Первые упоминания в источниках
Меркиты («мэйлицзи») как этническая общность начинают фигурировать в источниках с конца XI века. Согласно китайской «Истории киданей», в 1093 году киданьский военачальник Вотэла ходил в поход на меркитов и разбил их.

### Племенная структура
Меркиты делились на три ветви: увас (хоас), хаат и удуит. Удуит-меркиты были наиболее многочисленны и делились на следующие подразделения: уйкур, мудан, тудаклин и джиюн. Во второй половине XII века во главе удуит-меркитов стоял Тохтоа-беки, сын Тудур-Билгэ; вождями увас-меркитов и хаат-меркитов были Дайр-Усун и Хаатай-Дармала.

### Меркиты и Чингисхан
Согласно «Сокровенному сказанию монголов», будущая мать Темуджина, Оэлун, была сосватана меркиту Чиледу, однако её умыкнул Есугей-багатур. Позже три сотни меркитов совершили рейд на становище молодого Темуджина, и он бежал, бросив свою жену Бортэ, взятую меркитами в отместку за украденную его отцом Есугеем Оэлун. Это оказалось переломным моментом в истории меркитов.
Темуджину удалось мобилизовать монголов-кереитов под руководством Тогрул-хана, чтобы вернуть жену, и меркиты были частично перебиты, частично бежали в Забайкалье. Рейды на меркитов продолжались ещё в течение двадцати лет после первого разгрома. Однако в меркитском плену Бортэ родила сына Джучи, предположительно — от получившего её в наложницы меркита Чильгира. Темуджин признал своё отцовство, однако даже родной младший брат Джучи, Чагатай, называл его «наследником меркитского плена».
Чингис-хан постановил, чтобы никого из меркитов не оставляли в живых, а всех убивали, так как племя меркит было мятежное и воинственное и множество раз воевало с ним... Немногие оставшиеся в живых или пребывали тогда в утробах матери, или были скрыты у родственников.

### Меркиты после разгрома
К моменту провозглашения Темуджина Чингисханом в 1206 году меркиты, очевидно, не составляли уже самостоятельной этносоциальной структуры. Их остатки были распределены по улусам монгольского государства. Многие меркиты влились в остальные монгольские племена, или откочёвывали на запад, где смешались с кыпчаками.
В 1215—1218 годах Джебе и Субэдэй разгромили остатки меркитов, руководимые сыновьями их бывшего вождя Тохтоа-беки.
У самого Чингисхана была жена-меркитка Хулан; меркитками были жена Угэдэя Дорегене и жена его сына Гуюка Огул-Гаймыш. Меркиты Баян и его племянник Тогто служили советниками в монгольской династии Юань в Китае. После изгнания монголов из Китая их потомки составили отдельный клан в числе других родоплеменных объединений Северной Юань.

## Правители меркитов
- Тудур-билгэ (сер. XII века — ок. 1170), отец Тохтоа-беки;
- Тохтоа-беки (1170—1205/1208)[17], сын Тудур-билгэ;
- Хуту и Тогус-беки (1206—1218), сыновья Тохтоа-беки.

## Современные потомки меркитов

### Среди монгольских народов
- Среди бурят есть роды меркитского происхождения. Хори-бурятский род хуасай (ухасай) родственен меркитской ветви хоас (увас)[8]. В состав хамниган входит род мекерчин, название которого является одной из форм этнонима «мекрит/меркит»[18].
- В Монголии проживают представители следующих меркитских родов: мэргэд, хардал мэргэд, их мэргэд, бага мэргэд, мэргэд онход. Носители родового названия хардал мэргэд проживают в сомоне Бүрэгхангай Булганского аймака; сомоне Уулбаян Сухэ-Баторского аймака; сомонах Алтанбулаг, Хүдэр Селенгинского аймака; сомоне Манхан Кобдоского аймака; представители родов мэргэд, их мэргэд, бага мэргэд — в сомонах Дадал, Дархан, Дэлгэрхаан, Жаргалтхаан, Хэрлэнбаян-Улаан Хэнтэйского аймака. В сомонах Эрдэнэбулган и Төмөрбулаг Хубсугульского аймака проживает род их мэргэд[19].
- В Монголии проживают носители следующих родовых фамилий: мэргэд, бага мэргид, бага мэргэд, бага мэргэн, боржигин мэргэн, их мэргид, их мэргэ, их мэргэд, их мэргэн, мергед, мергит, меркед, меркет, меркид, меркит, мерхед, мерхет, мэргед, мэргид, мэргэ, мэргэ боржигон, мэргэд тайж, мэргэдүүд, мэргэн, мэргэн боржигин, мэргэн боржигон, мэргэн ноён, мэргэн тайж, мэргэнүүд, мэргэт, мэргэч, мэргэчин, мэргэчүүд, мэргээ, мэркит, мэрхид, мэрхит, мэрхэд, мэрхэт, тайж мэргэд, увас мэргид, увас мэргэд, хардал мэргид, хардал мэргэд, хардал мэргэн, эрх мэргэд, эрхи мэргэд, эрхи мэргэн, эрхий мэргэд, эрхий мэргэн, мэкээрчин, мэхээрч, мэхээрчин, тутаг, хаад, хаат[20]. Муданы, входившие в состав удуит меркитов, родственны таким современным родам, как мудар, модор и модоргон[19]. В Монголии проживают носители родовых фамилий мудар, модор, модорго, модоргон сартуул[20].
- В составе южных монголов, проживающих на территории Внутренней Монголии, отмечены роды: мэргэд, мэргэчид[21][22]. Род мэргэд в частности входит в состав ордосцев[23].
- В составе волжских калмыков, преимущественно торгутов, существуют две «аймачные» группы — хо-меркиты («белые или благородные меркиты») и ики-меркиты («старшие меркиты»)[24]. Род меркит (мэргэд) также присутствует в составе торгутов Монголии[25]. В составе донских калмыков отмечены следующие меркитские рода: хо-меркит, шар-меркит, хар-меркит. По данным Ц.-Д. Номинханова, хо-меркиты считают себя потомками (тохом) Аюки-хана, а шар-меркиты считают себя потомками (тохом) Мазан-батыра[26]. Меркиты реже встречаются в составе дербетов Калмыкии, а именно: меркетняхин[27] и мергечуд[28].

### Среди тюркских народов
- В составе рода керей Среднего жуза казахов есть подрод меркит.
- В составе этнических групп алтайцев сеок меркит входит в состав алтай-кижи, теленгитов и телеутов[29].
- Потомки меркитов живут на территории Кемеровской области, войдя в состав телеутов.
- В родо-племенное объединение дёмских башкир мин входит род меркит.
- Меркиты также вошли в состав киргизов[30], ногайцев, тувинцев, узбеков, хакасов[31].

### Среди хазарейцев
- Меркиты, осевшие в Афганистане, образовали одно из племен в составе хазарейцев — меркет[32].